# Magyar elektronikus könyvtárak listája
Az alábbi oldal a magyar nyelvű elektronikus könyvtárak listáját tartalmazza.

## Általános elektronikus könyvtárak
| Név                                            | Honlapcím                                                               |
| ---------------------------------------------- | ----------------------------------------------------------------------- |
| A Magyar Tudományos Akadémia Repozitóriuma     | http://konyvtar.mta.hu/index.php?name=v_5_5                             |
| Arcanum Újságok                                | https://adt.arcanum.com/hu/                                             |
| Digitália                                      | https://digitalia.lib.pte.hu/                                           |
| Digitális Tankönyvtár                          | https://dtk.tankonyvtar.hu/                                             |
| Europeana (magyar nyelvű művei)                | https://www.europeana.eu/hu/search?page=1&qf=LANGUAGE%3A%22hu%22&query= |
| HUNGARICANA Könyv- és Dokumentumtár            | https://hungaricana.hu/hu/adatbazisok/kozgyujtemenyi-konyvtar/          |
| Könyv-e2 Elektronikus Könyvtár                 | https://web.archive.org/web/20180313035856/http://www.konyv-e2.hu/      |
| Magyar Elektronikus Könyvtár                   | http://mek.oszk.hu/                                                     |
| MaNDA adatbázis                                | https://mandadb.hu/                                                     |
| Magyar Tudományos Művek Tára                   | https://www.mtmt.hu/                                                    |
| Országos Széchényi Könyvtár Digitális Könyvtár | https://oszkdk.oszk.hu/                                                 |
| Szakkiadók Társulása                           | https://www.szaktars.hu/                                                |

## Egyes tudományterületekkel kapcsolatos elektronikus könyvtárak
| Név                                                                                  | Honlapcím                                                         |
| ------------------------------------------------------------------------------------ | ----------------------------------------------------------------- |
| Magyar Társadalomtudományok Digitális Archívuma                                      | https://mtda.hu/                                                  |
| Terebess Ázsia E-Tár                                                                 | https://terebess.hu/                                              |
| Új Jogtár                                                                            | http://digitaliskonyvtar.omgk.hu/online-collection/-/results/init |
| A Magyar Mezőgazdasági Múzeum és Könyvtár Mezőgazdasági Könyvtár Digitális Könyvtára | https://digitaliskonyvtar.omgk.hu/                                |

## Vallással kapcsolatos elektronikus könyvtárak
| Név                                                                  | Honlapcím |
| -------------------------------------------------------------------- | --- |
| Esztergomi Főszékesegyházi Könyvtár honlapja, e-könyvtár             | http://www.bibliotheca.hu/possessores/                                                                                |
| Magyar Evangélikus Digitális Könyvtár                                | http://medk.lutheran.hu/                                                                                              |
| Pázmány Péter Elektronikus Könyvtár                                  | http://www.ppek.hu |
| Református Egyháztörténeti Elektronikus Könyvtár                     | https://web.archive.org/web/20160326013933/http://reformatussomogy.shp.hu/hpc/web.php?a=reformatussomogy&o=retek_HWXN |
| Unitas – Egyházi Könyvtárak Közös Katalógusa és Információs Portálja | https://web.archive.org/web/20180613111920/https://www.unitas.hu/e-konyvtar                                           |

## Szépirodalommal kapcsolatos elektronikus könyvtárak
| Név                         | Honlapcím       |
| --------------------------- | --------------- |
| Digitális Irodalmi Akadémia | https://dia.hu/ |

## Megyei, vidéki elektronikus könyvtárak
| Név                                                                 | Honlapcím                                                                                         |
| ------------------------------------------------------------------- | ------------------------------------------------------------------------------------------------- |
| Békés Megyei Elektronikus Könyvtár                                  | https://web.archive.org/web/20180613160344/http://konyvtar.bmk.hu/                                |
| Hódmezővásárhelyi Elektronikus Könyvtár                             | https://web.archive.org/web/20090203054317/http://nlvk.hu/hek/                                    |
| Pécsi Tudományegyetem Könyvtárának Digitális Könyvtára (KlimoTheca) | http://kt.lib.pte.hu/cgi-bin/kt.cgi Archiválva 2007. december 26-i dátummal a Wayback Machine-ben |
| Verseghy Ferenc Elektronikus Könyvtár                               | http://portal.vfmk.hu/vfek                                                                        |

## Oktatási intézmények elektronikus könyvtárai
| Név                                                                               | Honlapcím |
| --------------------------------------------------------------------------------- | --- |
| Budapesti Corvinus Egyetem Könyvtár                                               | https://www.uni-corvinus.hu/fooldal/kutatas/egyetemi-konyvtar/                                                       |
| Debreceni Egyetem Egyetemi és Nemzeti Könyvtár Digitális Könyvtár                 | https://lib.unideb.hu/hu/node/442                                                                                    |
| Debreceni Református Kollégium Nagykönyvtára Elektronikus Könyvtár                | https://web.archive.org/web/20180609211008/http://digit.drk.hu/                                                      |
| Műegyetemi Digitális Archívum                                                     | https://web.archive.org/web/20180316223844/http://www.omikk.bme.hu/e-forrasok/muegyetemi-digitalis-archivum-mda.html |
| Pázmány Péter Katolikus Egyetem Bibliotheca – E-könyvtár (korlátozottan elérhető) | https://web.archive.org/web/20180613134311/http://btk.ppke.hu/konyvtar/e-konyvtar                                    |
| Szegedi Tudományegyetem Egyetemi Digitális Archívum -- "Contenta"                 | https://web.archive.org/web/20121127114756/http://contenta.bibl.u-szeged.hu/                                         |

## Kép- és videókönyvtárak
| Név                          | Honlapcím                                                |
| ---------------------------- | -------------------------------------------------------- |
| Digitális Képarchívum        | https://dka.oszk.hu/                                     |
| Magyar Digitális Képkönyvtár | https://kepkonyvtar.hu/jetspeed/portal/default-page.psml |
| VIDEOTORIUM                  | https://videotorium.hu/                                  |